# カープ坊や
カープ坊や（カープぼうや）は、日本プロ野球・広島東洋カープのマスコットキャラクター。初登場は1975年6月21日。2023年現在、使用されているプロ野球球団のマスコットキャラクターとしては最古参となっている。

## 概要
カープのユニフォームと帽子を着用した少年で、緑色の髪とくりくりした丸い目が特徴である。右投右打、背番号は無し。着ぐるみは無く（着ぐるみは1995年から『スラィリー』が登場しており、カープ坊やと並んで定着している）、ペットマークや球団グッズのイラスト等に起用されている。基本的に表情は変わらない（ただし2016年のカープリーグ優勝時に制作されたワッペンでは表情はそのままで涙を流している）が、近年は顔や髪型を全く変えたアレンジバージョンが登場している（後述）。
1975年に、当時監督だったジョー・ルーツの発案でそれまで選手が個別に持参していた用具を球団が用具車で運搬することになり、その車に描かれるペットマークの公募が行われ、当時広告代理店のカープ担当としてポスター製作などに関わっていたイラストレーターの岡崎福雄（ガリバー岡崎）の作品が選ばれた。登場した年にカープが初優勝し、それ以来カープのシンボルとして長く愛される存在となっている。モデルになった少年がいるという噂の真相は、当時出入りしていた業者の子供がグラウンドで遊んでいるのを見た松田耕平オーナーが、鯉のマークではなく、子供たちに夢を与える男の子のマークにしようと思った
ユニフォームがモデルチェンジする年ごとに、坊やのユニフォームも変わっている。2001年までと2009年の以降のマークは縁取りが紺色で、縦縞のユニフォームだった2002年から2008年は黒となっている。永年にわたりホームユニフォームのみを着用したデザインであったが、2009年のユニフォーム変更に合わせて、赤を基調にしたビジター用ユニフォームを着用したものも登場した（同様にスラィリーにもビジター用ユニフォームを着用したイラストのグッズが製作されたが、実際の着ぐるみでの着用は数年遅れた）。
2011年はカープの本拠地球場であるマツダスタジアム内に「ふわふわカープ坊や」という遊具が設置された。カープ戦の開催時に設置される他、6月からイベントへの貸し出しも行われている。2015年にリニューアルされた。
2016年のカープのペナントレース優勝時には、地元広島を走る227系電車の車両前面と側面に備えられた種別表示枠に、優勝記念として優勝決定翌日の9月11日から一週間の期間限定でカープ坊やの表示が行われた。
車両製造時からカープ坊や表示の用意もされていたというが、優勝を機に満を持しての登場となった。

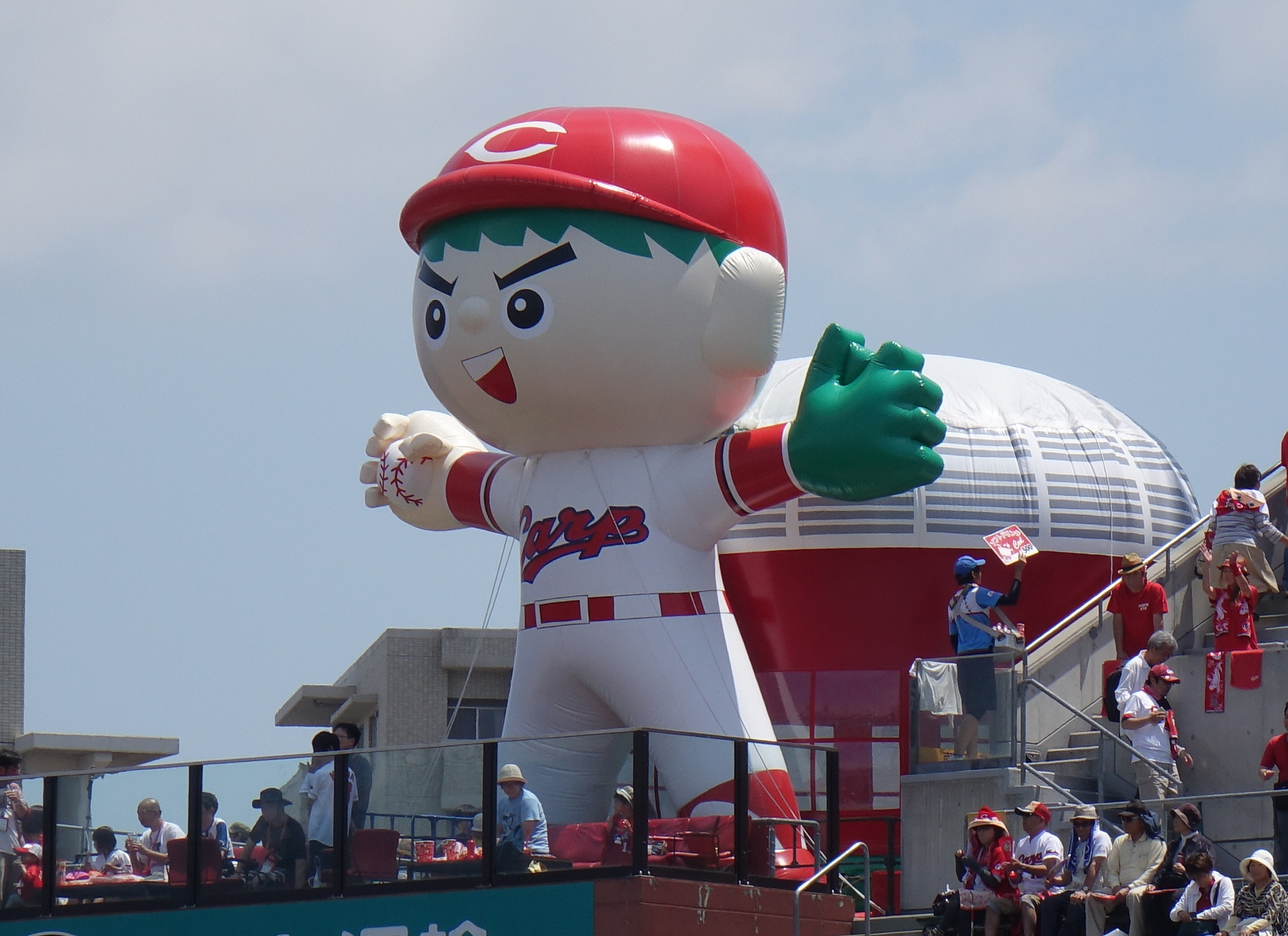
ふわふわカープ坊や（2代目）
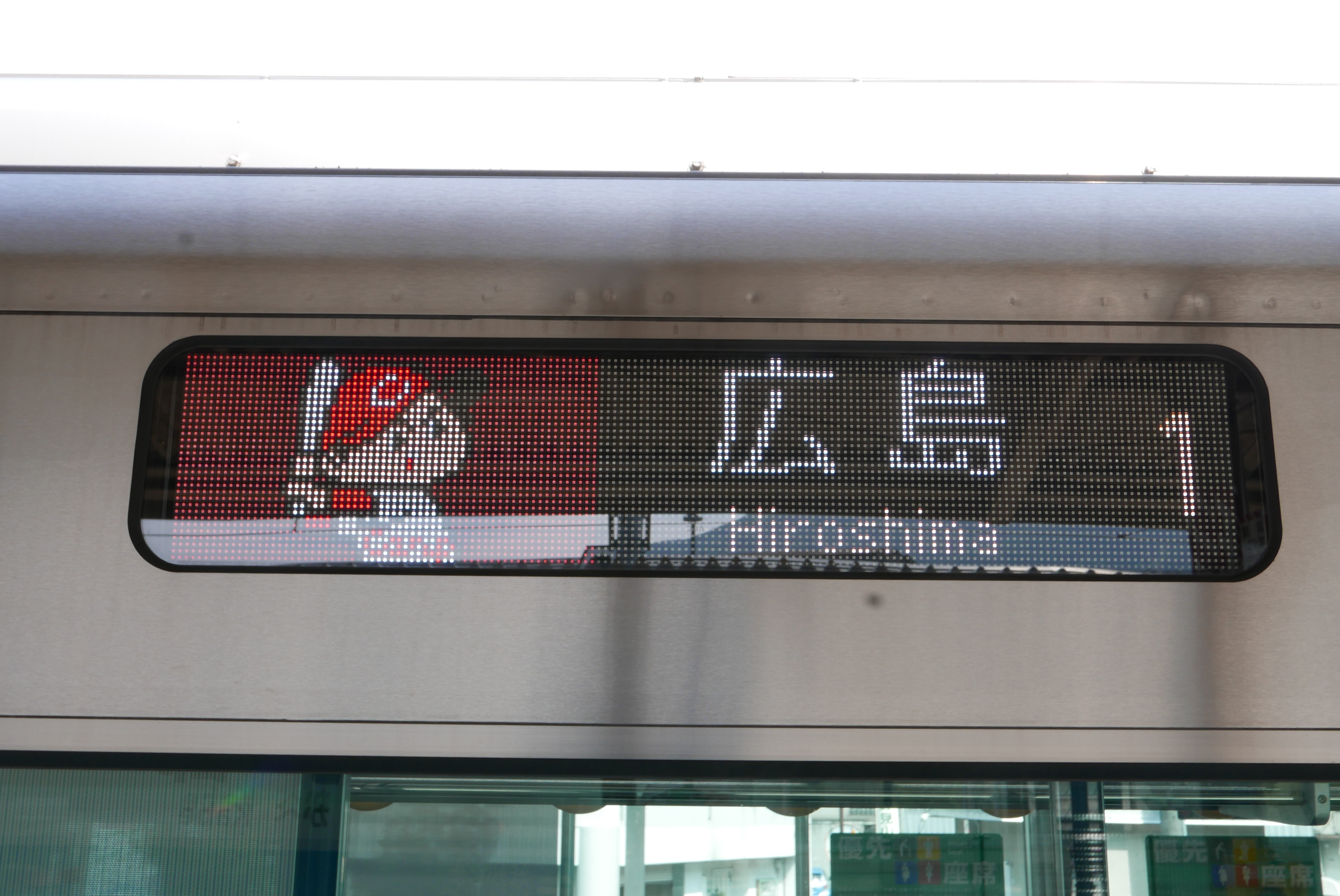
227系「カープ坊や」表示（側面）。カープの2016年リーグ優勝後。

## アレンジバージョン
登場以来基本的なデザインは変更されていないが、2000年代後半以降、表情（顔のデザイン）や髪型等を全く替えた様々なアレンジバージョンが登場している。
選手坊や
2007年、前田智徳の2000本安打の記念企画として表情を前田に似せたカープ坊やのイラストをプリントしたTシャツ「マエコレTシャツ」が発売された。ラインナップの中には前田風のカープ坊や、通称前田坊やのイラストも存在した。前田は左打ということもあり、カープ坊やとは左右逆にデザインされている。
これが好評を博したことから、2008年度以降はマーティ・ブラウン（2009年まで）・野村謙二郎（2010年～2014年）・緒方孝市（2015年から）の歴代監督と現役選手をカープ坊や風にディフォルメした物がTシャツ等のグッズとして発売されている。基本のカープ坊やは右打席でバットを構えた姿だが、左打ちの選手は左打席での姿に（前田の例と同様）、ピッチャーはグローブを持った投球動作途中の姿に描き換えられている。監督については現役時代に合わせてブラウン・緒方は右打者、野村は左打者として描かれている（緒方は現役時代末期を含む）。
カープ女の子
2008年に「選手坊やTシャツ」のバリエーションのひとつとしてカープ坊やの女の子版が登場。「カープお嬢」、「カープ女の子」、「女の子版カープ坊や」などと呼ばれているが、公式サイトでのグッズ紹介では「カープ女の子」と称されている。ウエーブのかかった赤いショートヘアーをしており、カープ坊やと同じようにバットを構えている姿が特徴である。但し、ヘルメットはかぶっていない。
ベビー坊や
2009年にカープ坊やの赤ちゃんバージョンの「ベビー坊や」が登場。男女の赤ちゃんで、バットの代わりに哺乳瓶を持って構えている。カープ女の子同様、ヘルメットはかぶっていない。
J SPORTSコラボ
カープの主催試合中継を放送しているJ SPORTSとのコラボレーションとして、J SPORTSが放送する他競技（ラグビー、サイクルロードレースなど）のコスチュームを身に纏ったカープ坊やのTシャツを限定発売した。
民生坊や
広島出身であるミュージシャンの奥田民生が2004年に広島市民球場でコンサート「ひとり股旅スペシャル@広島市民球場」を開催する際にカープ坊やの顔の部分を奥田本人の顔にデフォルメ、バットをギターに持ち替えた「民生坊や」として登場した。以降、首振り人形などのグッズとしてもたびたび登場している。2015年にはマツダスタジアムの観戦チケットとTシャツがセットになった「選手応援セット」に民生坊やバージョンが追加された。
この他に広島電鉄では広電運転士や車掌姿のカープ坊やのTシャツ、西日本旅客鉄道のICOCA記念カードではJR西日本の駅長に扮したカープ坊やが採用されるなど、広島周辺でよく見られるキャラクターとして親しまれている。カープ優勝に伴い、広電のヘッドマークに広電乗務員姿のカープ坊やが描かれている。

### 注記
1. ↑  1967年までは広島球団の共同オーナー企業の一員だった。